# کلاه مخفیانه
کلاه مخفیانه (به هندی: Tirchhi Topiwale) یا کلاه زیرچشمی فیلمی محصول سال ۱۹۹۸ و به کارگردانی ندیم خان است. در این فیلم بازیگرانی همچون چانکی پاندی، ایندر کومار، مونیکا بدی، ریتوپارنا سنگوپتا، قادرخان، ریما لاگو، ساتیش شاه، آلوک نات، هیمانی شیوپوری، جانی لور، انوپم کهیر، جکی شروف ایفای نقش کرده‌اند.